# Giuseppe Gatta
Giuseppe Gatta (Ancona, 24 novembre 1967) è un allenatore di calcio ed ex calciatore italiano, di ruolo portiere.

## Carriera

### Giocatore

#### Club
Cresciuto con il Pescara Portanuova 76, è poi passato al Pescara, dove, dopo una stagione come riserva di Maurizio Rossi si è imposto come titolare nella stagione 1986-1987, in cui gli abruzzesi hanno conquistato il campionato cadetto.
Con i biancazzurri ha esordito in Serie A il 13 settembre 1987, nel corso di Inter-Pescara (0-2). Nella stagione 1987-1988 totalizza 14 presenze in massima serie, alternandosi fra i pali con Giuseppe Zinetti e contribuendo a quella che finora è l'unica salvezza del Delfino in massima serie.
Nella stagione successiva le presenze in A salgono a 20, ma l'annata si chiude con la retrocessione. Resta in Abruzzo anche nella stagione 1989-1990, con 8 presenze in Serie B, quindi nell'estate 1990 passa al Lecce, neopromosso in A. Resta in Salento per 5 stagioni, 2 in A e 3 in B, le prime da riserva di Giacomo Zunico e Massimo Battara, quindi da titolare, conquistando la promozione in massima serie nella stagione 1992-1993 con 38 presenze su 38 giornate, quindi subendo una doppia retrocessione dalla A alla C1 dal 1993 al 1995.
Fermo nel 1995-1996, quando era ancora contrattualizzato per il Lecce ma non scese mai in campo, nel 1996-1997 è stato ingaggiato dal Monza, con cui, sia pur con sole 9 presenze da titolare, conquista immediatamente la promozione in Serie B. Difende la porta brianzola anche nel campionato di Serie B 1997-1998, alternadosi fra i pali con un giovane Christian Abbiati, mentre nell'annata successiva è riserva di Jean François Gillet, che gli concede una sola presenza in campionato.
Disputa la parte conclusiva della stagione 2000-2001 con lo Spezia, senza mai scendere in campo in campionato, quindi prosegue la carriera in formazioni dilettantistiche lombarde quali Bellusco, Rezzato e Concorezzese.
In carriera ha totalizzato complessivamente 70 presenze in Serie A e 135 in Serie B.

#### Nazionale
Nel 1987 entra nel giro della nazionale Under-21 di Cesare Maldini, dove rimane per due stagioni, disputando l'Europeo di categoria 1988 sino alla semifinale.

### Allenatore
Al termine dell'attività agonistica intraprende la carriera di preparatore dei portieri, lavorando per realtà come Pergocrema, Folgore Caratese e Lecco.

## Palmarès

### Giocatore

#### Club
- Campionato italiano di Serie B: 1

Pescara: 1986-1987
- Campionato italiano Serie C1: 1

Lecce: 1995-1996 (girone B)